# Motorrad-Europameisterschaft 1927

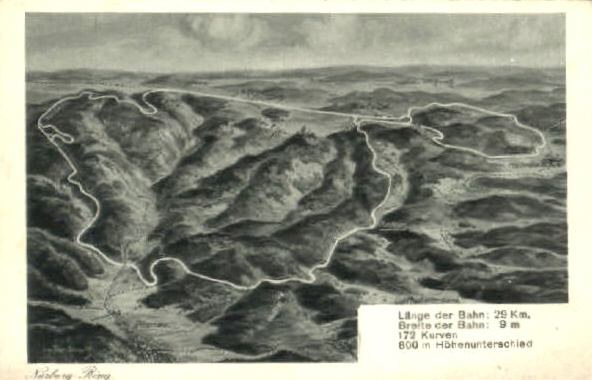
Der Nürburgring

Die Titel der Motorrad-Europameisterschaft 1927 wurden beim IV. Großen Preis der F.I.C.M. vergeben, der am 2. und 3. Juli 1927 auf dem Nürburgring (Deutschland) im Rahmen des III. Großen Preises von Deutschland ausgetragen wurde. Die Strecke wurde in ihrer ursprünglichen Version genutzt. Diese beinhaltete sowohl die Nord- als auch die Südschleife und hatte eine Länge von 28,3 Kilometern.
Der Große Preis von Europa fand erstmals im Rahmen des Grand Prix von Deutschland statt. Zum ersten und einzigen Mal in der Geschichte der Europameisterschaft wurden Titel in den Klassen bis 750 und bis 1000 cm³ vergeben.

## Rennverläufe
Am Samstag, dem 2. Juli 1927, fanden die Rennen der drei kleineren Hubraumkategorien statt. Sie wurden um elf Uhr, jeweils mit einem Abstand von fünf Minuten zwischen den verschiedenen Klassen, gestartet.
Im Lauf der 175-cm³-Klasse über 14 Runden und eine Distanz von 396,2 Kilometern gab es einen deutschen Dreifach-Sieg der DKW-Werkspiloten. Es setzte sich der noch weitgehend unbekannte Westfale Willi Henkelmann durch. Zweiter, mit einem Rückstand von eineinhalb Minuten, wurde der Pforzheimer Arthur Geiss. Den dritten Platz mit 13 Minuten Rückstand belegte Arthur Müller. Für die Zschopauer Motorenwerke war es der erste Titelgewinn in der Geschichte der Motorrad-Europameisterschaft.
Bei den 250ern gewann Cecil Ashby aus Großbritannien auf OK-Supreme. Im Ziel hatte er etwa sieben Minuten Vorsprung auf den Chemnitzer DKW-Werkspiloten Walfried Winkler. Dritter, mit zweieinhalb Minuten Rückstand auf Winkler, wurde der Österreicher Hugo Höbel auf Puch, der bereits 1924 175-cm³-Vize-Europameister war. Der 23-jährige Walfried Winkler war nur durch eine Nachmeldung noch ins Starterfeld gekommen und trat mit einem neuen, wassergekühlten Motor, der erst kurz vor dem Rennen endgültig fertiggestellt wurde, im Rahmen einer 175er-Maschine an.
In der 350-cm³-Klasse siegte der Brite Jimmie Simpson auf A.J.S. mit über 30 Minuten Vorsprung auf Frank Longman (Velocette). Für Simpson war es bereits der dritte EM-Titel seiner Laufbahn.
Am Sonntag, dem 3. Juli 1927, gingen vor ca. 55.000 Zuschauern bei unbeständigem Wetter die drei großen Klassen an den Start.
In der Halbliterkategorie gewann der Brite Graham Walker auf Sunbeam vor dem Iren Stanley Woods (Norton) und Cecil Ashby aus Großbritannien auf Rudge.
Die Rennen der Klassen bis 750 und bis 1000 cm³ wurden zur rein deutschen Angelegenheit. Bei den 750ern siegte der BMW-Werksfahrer Josef Stelzer vor seinem Markenkollegen Paul Köppen. Für die Münchner war es, wie schon für DKW am Vortag, der erste EM-Titelgewinn in der Firmengeschichte.
Beiden 1000ern gewann Josef Giggenbach auf einer Bayerland mit J.A.P.-Einbaumotor. Er fuhr das Rennen über 18 Runden auf der Gesamtstrecke (Nord- und Südschleife) bzw. 509,4 km ohne Zwischenfälle in 5:58:36,4 Stunden, was einem Durchschnitt von 85,52 km/h entsprach. Zweiter wurde Werner Huth auf Harley-Davidson mit einem Rückstand von fast 16 Minuten, Dritter Heinz Kürten auf Andrees. Giggenbach hatte sich vom Start an vor den Harley-Davidson-Piloten an die Spitze gesetzt. Der lange zweitplatzierte Paul Rüttchen fiel in der neunten Runde aus. Paul Weyres stürzte schwer und musste mit einer Knieverletzung ins Krankenhaus eingeliefert werden, was letztendlich Huth Rang zwei einbrachte. Von zwölf gestarteten Maschinen fuhren sechs das Rennen bis zum Ende.

## Rennergebnisse
| Klasse   | Sieger                              | Zweiter                       | Dritter                              |
| -------- | ----------------------------------- | ----------------------------- | ------------------------------------ |
| 175 cm³  | Willi Henkelmann (DKW)              | Arthur Geiss (DKW)            | Arthur Müller (DKW)                  |
| 250 cm³  | Cecil Ashby (OK-Supreme)            | Walfried Winkler (DKW)        | Hugo Höbel (Puch)                    |
| 350 cm³  | Jimmie Simpson (A.J.S.)             | Frank Longman (Velocette)     | Franz Seider (Velocette)             |
| 500 cm³  | Graham Walker (Sunbeam)             | Stanley Woods (Norton)        | Cecil Ashby (Rudge)                  |
| 750 cm³  | Josef Stelzer (BMW)                 | Paul Köppen (BMW)             | nur zwei Starter erreichten das Ziel |
| 1000 cm³ | Josef Giggenbach (Bayerland-J.A.P.) | Werner Huth (Harley-Davidson) | Heinz Kürten (Andrees)               |

## Verweise